# HD 121056
HD 121056 är en ensam stjärna belägen i den norra delen av stjärnbilden Kentauren. Den har en skenbar magnitud av ca 6,17 och är mycket svagt synlig för blotta ögat där ljusföroreningar ej förekommer. Baserat på parallax enligt Gaia Data Release 2 på ca 15,6 mas, beräknas den befinna sig på ett avstånd på ca 209 ljusår (ca 64 parsek) från solen. Den rör sig bort från solen med en heliocentrisk radialhastighet på ca 5,5 km/s.

## Egenskaper
HD 121056 är en orange till gul jättestjärna av spektralklass K0 III. Den har en massa som är ca 1,6 solmassor, en radie som är ca 5,7 solradier och har ca 16 gånger solens utstrålning av energi från dess fotosfär vid en effektiv temperatur av ca 4 900 K.
Koncentration hos HD 121056 av tunga element liknar solens, med en metallicitet med Fe/H-index på 0,020 ± 0,031, även om stjärnan är berikad på lättare mineralbildande element som magnesium och aluminium.

## Planetsystem
År 2014 upptäcktes med metoden för mätning av radiell hastighet två exoplaneter som kretsar kring HD 121056, vilket också bekräftades några månader senare.  Omloppsbanorna för dessa planeter är stabila i astronomisk tidsskala, även om deras omloppstid inte är i orbital resonans.
| Planet | Massa           | Halv storaxel (AE) | Siderisk omloppstid (d) | Excentricitet | Inklination | Radie |
| ------ | --------------- | ------------------ | ----------------------- | ------------- | ----------- | ----- |
| b      | ≥1,44 ± 0,04 MJ | 0,46 ± 0,01        | 88,8 ± 0,2              | 0,09 ± 0,05   | -           | -     |
| c      | ≥4,34 ± 0,59 M⊕ | 3,09 ± 0,18        | 1 741 ± 39              | 0,20 ± 0,04   | -           | -     |